# Robert Kardashian
Pour les articles homonymes, voir Kardashian.
Robert Kardashian, né le 22 février 1944 à Los Angeles et mort le 30 septembre 2003, est un avocat américain d'origine arménienne.

## Biographie
Robert Kardashian fréquente le lycée Dorsey. Il obtient son diplôme de droit à l'université de San Diego. Il devient avocat puis se reconvertit dans les affaires en créant avec son frère Radio & Records. Il rencontre le joueur de football américain O. J. Simpson en 1969 sur un terrain de tennis. Devenu son ami, jusqu'à être son témoin de mariage, Kardashian le défendra personnellement quand celui-ci sera accusé en 1994 du meurtre de sa femme et de Ron Goldman. Kardashian fait partie de la Dream Team des avocats chargés de le défendre.
Kardashian exprima ensuite ses doutes sur l'innocence d'O. J. Simpson, expliquant à Barbara Walters en 1996 qu'il bloque sur les traces de sang. Après l'affaire, il rompt sa relation avec son client,.
Il meurt des suites d'un cancer de l'œsophage le 30 septembre 2003 à l’âge de 59 ans.

## Membres de sa famille
- Kris Jenner : ex-femme de Robert Kardashian, remariée avec Caitlyn Jenner.
- Jan Ashley : ex-femme de Robert Kardashian mariés de 1998 à 1999.

Ses enfants :
- Kourtney Kardashian
- Kim Kardashian
- Khloé Kardashian
- Rob Kardashian

Ses petits-enfants :
- Mason Dash Disick (via Kourtney)
- Penelope Scotland Disick (via Kourtney)
- North West (via Kim)
- Reign Aston Disick (via Kourtney)
- Saint West (via Kim)
- Dream Renée Kardashian (via Robert Jr)
- Chicago West (via Kim)
- True Thompson (via Khloé)
- Psalm West (via Kim)
- Tatum Thompson (via Khloé)
- Rocky Barker (via Kourtney)

## Dans la culture populaire
En 2000, il est interprété par Robert LuPone (en) dans le téléfilm American Tragedy (en) de Lawrence Schiller. Il est incarné par David Schwimmer en 2016 dans The People v. O. J. Simpson, la saison 1 de la série télévisée American Crime Story.